# Ipomoea argentinica
Ipomoea argentinica är en vindeväxtart som beskrevs av Albert Peter. Ipomoea argentinica ingår i släktet praktvindor, och familjen vindeväxter. Inga underarter finns listade i Catalogue of Life.